# Praia de Coim
Praia de Coim.
A Praia de Coim ou Praia do Penedo de Coim é uma praia marítima da Póvoa de Varzim, localizada entre a Praia do Esteiro e a Praia do Quião, na freguesia de Aver-o-Mar. A Praia de Coim é uma praia algo frequentada de areia branca com poucos ou nenhuns penedos.